# Verein für Bewegungsspiele Stuttgart 1893 II 2011-2012
Questa voce raccoglie le informazioni riguardanti il Verein für Bewegungsspiele Stuttgart 1893 II nelle competizioni ufficiali della stagione 2011-2012.

## Stagione
Nella stagione 2011-2012 il Stoccarda II, allenato da Jürgen Kramny, concluse il campionato di 3. Liga all'11º posto.

## Rosa
| N. |                     | Ruolo | Calciatore         |
| -- | ------------------- | ----- | ------------------ |
| 2  | Italia (bandiera)   | D     | Felice Vecchione   |
| 3  | Germania (bandiera) | D     | Sebastian Hertner  |
| 4  | Germania (bandiera) | D     | Benedikt Röcker    |
| 5  | Germania (bandiera) | D     | Daniel Vier        |
| 6  | Germania (bandiera) | D     | Thomas Geyer       |
| 7  | Germania (bandiera) | C     | Marco Rapp         |
| 8  | Austria (bandiera)  | A     | Alexander Aschauer |
| 9  | Germania (bandiera) | A     | Soufian Benyamina  |
| 10 | Turchia (bandiera)  | C     | Öztürk Karatas     |
| 11 | Germania (bandiera) | A     | Pascal Breier      |
| 12 | Germania (bandiera) | P     | Jonas Wieszt       |
| 13 | Germania (bandiera) | D     | Manuel Hegen       |
| 14 | Germania (bandiera) | C     | Moritz Kuhn        |
| 15 | Germania (bandiera) | D     | Patrick Bauer      |
| 16 | Austria (bandiera)  | C     | Raphael Holzhauser |

| N. |                     | Ruolo | Calciatore           |
| -- | ------------------- | ----- | -------------------- |
| 17 | Germania (bandiera) | C     | Tobias Rathgeb       |
| 18 | Germania (bandiera) | A     | Christoph Hemlein    |
| 19 | Austria (bandiera)  | C     | Kevin Stöger         |
| 22 | Germania (bandiera) | D     | Steffen Lang         |
| 23 | Germania (bandiera) | D     | Sebastian Enderle    |
| 24 | Germania (bandiera) | C     | Manuel Schwenk       |
| 25 | Germania (bandiera) | D     | Patrick Maurer       |
| 27 | Germania (bandiera) | A     | Alexander Riemann    |
| 29 | Grecia (bandiera)   | P     | Odysseas Vlachodīmos |
| 31 | Germania (bandiera) | D     | Antonio Rüdiger      |
| 33 | Germania (bandiera) | P     | André Weis           |
| 35 | Germania (bandiera) | C     | Rani Khedira         |
| 36 | Germania (bandiera) | A     | Erich Berko          |
| 40 | Austria (bandiera)  | P     | Bernhard Hendl       |

## Organigramma societario
Area tecnica
- Allenatore: Jürgen Kramny
- Allenatore in seconda: Walter Thomae
- Preparatore dei portieri: Thomas Walter
- Preparatori atletici: Matthias Schiffers

## Calciomercato

### Sessione estiva
| Acquisti | Acquisti          | Acquisti      | Acquisti |
| R.       | Nome              | da            | Modalità |
| -------- | ----------------- | ------------- | -------- |
| C        | Berkan Afşarlı    | Paderborn II  |          |
| D        | Simon Frank       | Sonnenhof G.  |          |
| A        | Christoph Hemlein | Hoffenheim II |          |
| D        | Patrick Maurer    | Stoccarda U19 |          |
| P        | André Weis        | Coblenza      |          |

| Cessioni | Cessioni               | Cessioni           | Cessioni |
| R.       | Nome                   | a                  | Modalità |
| -------- | ---------------------- | ------------------ | -------- |
| P        | Bernd Leno             | Bayer Leverkusen   |          |
| A        | Alexander Aschauer     | Stoccarda          |          |
| D        | Patrick Bauer          | Stoccarda          |          |
| A        | Pascal Breier          | Stoccarda          |          |
| C        | Fabian Broghammer      | Darmstadt          |          |
| C        | Daniel Didavi          | Norimberga         |          |
| C        | Patrick Funk           | St. Pauli          |          |
| C        | Michael Gardawski      | Osnabrück          |          |
| P        | Markus Krauss          | Fortuna Düsseldorf |          |
| C        | Pekka Lagerblom        | RB Lipsia          |          |
| D        | Steffen Lang           | Stoccarda          |          |
| A        | Tobias Rühle           | Heidenheim         |          |
| D        | Sven Schimmel          | Wehen Wiesbaden    |          |
| A        | Sven Schipplock        | Hoffenheim         |          |
| C        | Kevin Stöger           | Stoccarda          |          |
| C        | Panagiōtīs Vlachodīmos | Xanthī             |          |

### Sessione invernale
| Acquisti | Acquisti | Acquisti | Acquisti |
| R.       | Nome     | da       | Modalità |
| -------- | -------- | -------- | -------- |

| Cessioni | Cessioni        | Cessioni               | Cessioni |
| R.       | Nome            | a                      | Modalità |
| -------- | --------------- | ---------------------- | -------- |
| D        | Simon Frank     | Ulma                   |          |
| P        | Alexander Stolz | Karlsruhe              |          |
| D        | Ermin Bičakčić  | Eintracht Braunschweig |          |
| C        | Berkan Afşarlı  | Wil                    |          |
| C        | David Müller    | Schalke 04 II          |          |

## Risultati

### 3. Liga

#### Girone di andata
| Arbitro: | Ittrich |

|          |           |                           |
| Rahn 14’ | Marcatori | 65’ Hemlein 78’ Benyamina |

| Stoccarda 2 agosto 2011, ore 19:00 CEST 2ª giornata | Stoccarda II | 0 – 0 referto | Wehen Wiesbaden | Gazi-Stadion auf der Waldau (820 spett.)\| Arbitro: \| Gerach \| |
| Arbitro:                                            | Gerach       |               |                 |                                                                  |

| Arbitro: | Sönder |

|                                     |           |  |
| Klauß 15’ Schweinsteiger 61’ (rig.) | Marcatori |  |

| Arbitro: | Dietz |

|                    |           |  |
| Benyamina 58’, 59’ | Marcatori |  |

| Arbitro: | Alt |

|           |           |          |
| Thiel 44’ | Marcatori | 90’ Vier |

| Arbitro: | Stein |

|            |           |            |
| Rathgeb 9’ | Marcatori | 44’ Sieger |

| Arbitro: | Jablonski |

|          |           |          |
| Duah 87’ | Marcatori | 59’ Lang |

| Arbitro: | Schmickartz |

|             |           |  |
| Aschauer 8’ | Marcatori |  |

| Arbitro: | Siewer |

|                      |           |  |
| Vogler 68’ Hesse 86’ | Marcatori |  |

| Arbitro: | Rohde |

|                         |           |            |
| Riemann 31’ Hemlein 34’ | Marcatori | 57’ Tunjić |

| Arbitro: | Sönder |

|           |           |             |
| Wilke 14’ | Marcatori | 15’ Hemlein |

| Arbitro: | Helwig |

|             |           |           |
| Hemlein 73’ | Marcatori | 58’ Brown |

| Arbitro: | Brand |

|           |           |                                |
| Šimák 31’ | Marcatori | 40’ Hertner 70’ (aut.) Zickert |

| Arbitro: | Thomsen |

|                        |           |                |
| Aschauer 32’, 45’, 85’ | Marcatori | 28’ Evlyushkin |

| Arbitro: | Aarnink |

|                              |           |                 |
| Trinks 64’ Füllkrug 67’, 68’ | Marcatori | 78’ (aut.) Hahn |

| Arbitro: | Kunzmann |

|  |           |              |
|  | Marcatori | 24’ Pischorn |

| Arbitro: | Seidel |

|                    |           |  |
| Riemann 75’ (rig.) | Marcatori |  |

| Arbitro: | Steuer |

|                           |           |                     |
| Dausch 34’ Lechleiter 37’ | Marcatori | 44’, 86’ Holzhauser |

| Arbitro: | Aarnink |

|             |           |               |
| Hemlein 14’ | Marcatori | 75’ Steegmann |

#### Girone di ritorno
| Arbitro: | Siewer |

|            |           |            |
| Hübner 84’ | Marcatori | 60’ Röcker |

| Arbitro: | Schmickartz |

|                      |           |                                                |
| Vier 44’ Rathgeb 71’ | Marcatori | 8’ Rahn 38’ (rig.), 42’ Agyemang 49’, 90’ Klos |

| Arbitro: | Thomsen |

|            |           |  |
| Röcker 71’ | Marcatori |  |

| Arbitro: | Metzen |

|                               |           |          |
| Morabit 5’ Reichwein 23’, 88’ | Marcatori | 83’ Vier |

| Arbitro: | Stegemann |

|                     |           |                                    |
| Vier 53’ Stöger 57’ | Marcatori | 64’ Mokhtari 68’ Thiel 89’ Glasner |

| Saarbrücken 11 febbraio 2012, ore 14:00 CET 25ª giornata | Saarbrücken | 0 – 0 referto | Stoccarda II | Ludwigsparkstadion (3 454 spett.)\| Arbitro: \| Gerach \| |
| Arbitro:                                                 | Gerach      |               |              |                                                           |

| Arbitro: | Stein |

|               |           |                  |
| Holzhauser 6’ | Marcatori | 45’ (rig.) Kühne |

| Arbitro: | Göpferich |

|           |           |  |
| Thurk 10’ | Marcatori |  |

| Stoccarda 3 marzo 2012, ore 14:00 CET 28ª giornata | Stoccarda II | 0 – 0 referto | Kickers Offenbach | Gazi-Stadion auf der Waldau (650 spett.)\| Arbitro: \| Rohde \| |
| Arbitro:                                           | Rohde        |               |                   |                                                                 |

| Arbitro: | Thomsen |

|                                                  |           |  |
| Amachaibou 9’, 49’ Bigalke 13’ Niederlechner 86’ | Marcatori |  |

| Arbitro: | Helwig |

|  |           |          |
|  | Marcatori | 74’ Fink |

| Arbitro: | Seidel |

|                 |           |               |
| Jansen 27’, 30’ | Marcatori | 48’ Benyamina |

| Arbitro: | Alt |

|                                     |           |  |
| Benyamina 7’ Schwenk 21’ Stöger 81’ | Marcatori |  |

| Arbitro: | Jablonski |

|            |           |                                                   |
| Müller 77’ | Marcatori | 41’ Benyamina 44’ Riemann 50’ Schwenk 71’ Rüdiger |

| Arbitro: | Cortus |

|             |           |  |
| Schwenk 56’ | Marcatori |  |

| Arbitro: | Rohde |

|                    |           |  |
| Rüdiger 74’ (aut.) | Marcatori |  |

| Arbitro: | Siewer |

|  |           |               |
|  | Marcatori | 31’ Benyamina |

| Arbitro: | Sönder |

|                    |           |                              |
| Benyamina 75’, 86’ | Marcatori | 51’ Kister 83’ (rig.) Dausch |

| Arbitro: | Stein |

|                            |           |                            |
| Islamoglu 3’ Steegmann 39’ | Marcatori | 45’ Schwenk 84’ Holzhauser |

## Statistiche

### Statistiche di squadra
| Competizione | Punti | In casa | In casa | In casa | In casa | In casa | In casa | In trasferta | In trasferta | In trasferta | In trasferta | In trasferta | In trasferta | Totale | Totale | Totale | Totale | Totale | Totale | DR |
| Competizione | Punti | G       | V       | N       | P       | Gf      | Gs      | G            | V            | N            | P            | Gf           | Gs           | G      | V      | N      | P      | Gf     | Gs     | DR |
| ------------ | ----- | ------- | ------- | ------- | ------- | ------- | ------- | ------------ | ------------ | ------------ | ------------ | ------------ | ------------ | ------ | ------ | ------ | ------ | ------ | ------ | -- |
| 3. Liga      | 50    | 19      | 8       | 7       | 4       | 24      | 18      | 19           | 4            | 7            | 8            | 20           | 29           | 38     | 12     | 14     | 12     | 44     | 47     | -3 |
| Totale       | 50    | 19      | 8       | 7       | 4       | 24      | 18      | 19           | 4            | 7            | 8            | 20           | 29           | 38     | 12     | 14     | 12     | 44     | 47     | -3 |

### Andamento in campionato
| Giornata  | 1 | 2 | 3  | 4 | 5 | 6 | 7 | 8 | 9 | 10 | 11 | 12 | 13 | 14 | 15 | 16 | 17 | 18 | 19 | 20 | 21 | 22 | 23 | 24 | 25 | 26 | 27 | 28 | 29 | 30 | 31 | 32 | 33 | 34 | 35 | 36 | 37 | 38 |
| --------- | - | - | -- | - | - | - | - | - | - | -- | -- | -- | -- | -- | -- | -- | -- | -- | -- | -- | -- | -- | -- | -- | -- | -- | -- | -- | -- | -- | -- | -- | -- | -- | -- | -- | -- | -- |
| Luogo     | T | C | T  | C | T | C | T | C | T | C  | T  | C  | T  | C  | T  | C  | C  | T  | C  |    | T  | C  | T  | C  | T  | C  | T  | C  | T  | C  | T  | C  | T  | C  | T  | T  | C  | T  |
| Risultato | V | N | P  | V | N | N | N | V | P | V  | N  | N  | V  | V  | P  | P  | V  | N  | N  |    | N  | V  | P  | P  | N  | N  | P  | N  | P  | P  | P  | V  | V  | V  | P  | V  | N  | N  |
| Posizione | 4 | 5 | 12 | 6 | 7 | 9 | 9 | 7 | 9 | 8  | 8  | 7  | 6  | 4  | 5  | 6  | 3  | 4  | 5  | 6  | 7  | 5  | 9  | 12 | 12 | 12 | 12 | 12 | 13 | 14 | 15 | 13 | 12 | 11 | 12 | 11 | 11 | 11 |

Legenda:

Luogo: C = Casa; T = Trasferta. Risultato: V = Vittoria; N = Pareggio; P = Sconfitta.

### Statistiche dei giocatori
| A. Aschauer    | 25 | 4 | 0 | 1 |
| P. Bauer       | 5  | 0 | 0 | 0 |
| S. Benyamina   | 33 | 9 | 1 | 0 |
| E. Berko       | 2  | 0 | 0 | 0 |
| E. Bičakčić    | 1  | 0 | 0 | 0 |
| P. Breier      | 19 | 0 | 1 | 0 |
| M. Delpierre   | 2  | 0 | 0 | 1 |
| S. Enderle     | 5  | 0 | 1 | 0 |
| T. Geyer       | 29 | 0 | 1 | 0 |
| M. Hegen       | 0  | 0 | 0 | 0 |
| C. Hemlein     | 28 | 5 | 9 | 1 |
| B. Hendl       | 0  | 0 | 0 | 0 |
| S. Hertner     | 23 | 1 | 5 | 0 |
| R. Holzhauser  | 29 | 4 | 4 | 0 |
| Ö. Karatas     | 15 | 0 | 1 | 0 |
| R. Khedira     | 11 | 0 | 1 | 0 |
| M. Kuhn        | 3  | 0 | 0 | 0 |
| S. Lang        | 18 | 1 | 2 | 0 |
| B. Leno        | 3  | 0 | 0 | 0 |
| P. Maurer      | 0  | 0 | 0 | 0 |
| D. Müller      | 0  | 0 | 0 | 0 |
| M. Rapp        | 3  | 0 | 0 | 0 |
| T. Rathgeb     | 38 | 2 | 5 | 0 |
| A. Riemann     | 34 | 3 | 2 | 0 |
| B. Röcker      | 34 | 2 | 2 | 0 |
| A. Rüdiger     | 17 | 1 | 4 | 1 |
| M. Schwenk     | 31 | 4 | 3 | 0 |
| A. Stolz       | 0  | 0 | 0 | 0 |
| K. Stöger      | 23 | 2 | 4 | 0 |
| F. Vecchione   | 33 | 0 | 3 | 0 |
| D. Vier        | 28 | 4 | 7 | 0 |
| O. Vlachodīmos | 2  | 0 | 0 | 0 |
| A. Weis        | 29 | 0 | 1 | 0 |
| J. Wieszt      | 4  | 0 | 0 | 0 |